# Dactylocladus stenostachya
Dactylocladus stenostachya är en tvåhjärtbladig växtart som beskrevs av Oliver. Dactylocladus stenostachya ingår i släktet Dactylocladus och familjen Melastomataceae. Inga underarter finns listade i Catalogue of Life.